# Campeonato Mundial de Atletismo Sub-20 de 2022 - 1500 m feminino
A prova dos 1500 metros feminino do Campeonato Mundial de Atletismo Sub-20 de 2022 ocorreu ente os dias 4 a 6 de agosto de 2022 no Estádio Olímpico Pascual Guerrero, em Cali, na Colômbia.

## Recordes
Antes desta competição, os recordes mundiais e do campeonato nesta prova eram os seguintes:
|       | Nome           | Nacionalidade | Tempo   | Local     | Data                  |
| ----- | -------------- | ------------- | ------- | --------- | --------------------- |
| WU20R | Lang Yinglai   | China         | 3:51.34 | Xangai    | 18 de outubro de 1997 |
| CR    | Faith Kipyegon | Quênia        | 4:04.96 | Barcelona | 15 de julho de 2012   |
| WU20L | Birke Haylom   | Etiópia       | 4:02.25 | Nairóbi   | 7 de maio de 2022     |

Os seguintes recordes mundiais ou do campeonato foram estabelecidos durante esta competição: 
| Data        | Evento | Nome         | Nacionalidade | Tempo   | Notas                 |
| ----------- | ------ | ------------ | ------------- | ------- | --------------------- |
| 6 de agosto | Final  | Birke Haylom | Etiópia       | 4:04.27 | Recorde do campeonato |

## Medalhistas
| Ouro               | Prata               | Bronze                 |
| Birke Haylom (ETH) | Brenda Chebet (KEN) | Purity Chepkirui (KEN) |

## Cronograma
Todos os horários são locais (UTC-5).
| Data        | Hora  | Evento  |
| ----------- | ----- | ------- |
| 4 de agosto | 08:05 | Bateria |
| 6 de agosto | 13:00 | Final   |

## Resultados

### Bateria
Qualificação: Os 3 primeiros de cada bateria (Q) e os 3 tempos mais rápidos (q).
| Posição | Bateria | Atleta                  | Nacionalidade  | Tempo   | Notas           |
| ------- | ------- | ----------------------- | -------------- | ------- | --------------- |
| 1       | 3       | Brenda Chebet           | Quênia         | 4:12.20 | Q               |
| 2       | 3       | Dilek Koçak             | Turquia        | 4:14.90 | Q ,             |
| 3       | 3       | Yuya Sawada             | Japão          | 4:15.29 | Q ,             |
| 4       | 3       | Ingeborg Østgård        | Noruega        | 4:16.36 | q               |
| 5       | 2       | Birke Haylom            | Etiópia        | 4:18.06 | Q               |
| 6       | 2       | Ilona Mononen           | Finlândia      | 4:18.40 | Q               |
| 7       | 2       | Mia Barnett             | Estados Unidos | 4:18.51 | Q               |
| 8       | 2       | Mireya Arnedillo        | Espanha        | 4:18.66 | q               |
| 9       | 1       | Mebriht Mekonen         | Etiópia        | 4:18.97 | Q               |
| 10      | 1       | Addison Wiley           | Estados Unidos | 4:19.39 | Q               |
| 11      | 1       | Purity Chepkirui        | Quênia         | 4:19.94 | Q               |
| 12      | 1       | Danielle Verster        | África do Sul  | 4:21.45 | q               |
| 13      | 3       | Sabrina Salcedo García  | México         | 4:21.48 | Recorde pessoal |
| 14      | 1       | Ina Halle Haugen        | Noruega        | 4:22.21 |                 |
| 15      | 3       | Lilly Nägeli            | Suíça          | 4:22.64 |                 |
| 16      | 1       | Ulyana Rachynska        | Ucrânia        | 4:26.67 |                 |
| 17      | 2       | María López             | México         | 4:27.10 | Recorde pessoal |
| 18      | 2       | Naledi Makgatha         | África do Sul  | 4:27.11 |                 |
| 19      | 2       | Azumi Nagira            | Japão          | 4:27.81 |                 |
| 20      | 3       | Rita Figueiredo         | Portugal       | 4:28.06 |                 |
| 21      | 3       | Nicola Hogg             | Austrália      | 4:28.43 |                 |
| 22      | 1       | Sanae Hasnaoui          | Marrocos       | 4:28.95 |                 |
| 23      | 1       | Nel Vanopstal           | Bélgica        | 4:28.98 |                 |
| 24      | 2       | Roukia Mouici           | Argélia        | 4:29.06 |                 |
| 25      | 3       | Fatima Aafir            | Marrocos       | 4:29.17 |                 |
| 26      | 3       | Anita Poma              | Peru           | 4:29.50 |                 |
| 27      | 2       | Tetiana Chornovol       | Ucrânia        | 4:30.23 |                 |
| 28      | 1       | Carmen Alder Caisalitin | Equador        | 4:31.16 |                 |
| 29      | 2       | Saga Provci             | Suécia         | 4:31.47 |                 |
| 30      | 3       | Akbayan Nurmamet        | Cazaquistão    | 4:33.73 |                 |
| 31      | 1       | Katelyn Stewart-Barnett | Canadá         | 4:34.08 |                 |
| 32      | 1       | Eya Ouerghi             | Tunísia        | 4:35.16 |                 |
| 33      | 3       | Veronica Vicente José   | Moçambique     | 4:35.47 |                 |
| 34      | 3       | Madalina Elena Sirbu    | Roménia        | 4:35.55 |                 |
| 35      | 1       | Mélissa Girardin        | Suíça          | 4:36.70 |                 |
| 36      | 2       | Lea Haler               | Eslovênia      | 4:36.83 |                 |
| 37      | 2       | Chloe Coutts            | Canadá         | 4:37.35 |                 |
| 38      | 1       | Lucinda Rourke          | Austrália      | 4:39.10 |                 |
| 39      | 1       | María José Gelvez       | Colômbia       | 4:39.50 |                 |
| 40      | 3       | Marie Bilo              | Bélgica        | 4:39.79 |                 |
|         | 2       | Maria-Talida Sfarghiu   | Roménia        |         | DNF             |

### Final
A prova final foi realizada no dia 6 de agosto às 13:00. 
| Posição           | Atleta           | Nacionalidade  | Tempo   | Notas                 |
| ----------------- | ---------------- | -------------- | ------- | --------------------- |
| Medalha de ouro   | Birke Haylom     | Etiópia        | 4:04.27 | Recorde do campeonato |
| Medalha de prata  | Brenda Chebet    | Quênia         | 4:04.64 | Recorde pessoal       |
| Medalha de bronze | Purity Chepkirui | Quênia         | 4:07.64 | Recorde pessoal       |
| 4                 | Mebriht Mekonen  | Etiópia        | 4:08.39 |                       |
| 5                 | Addison Wiley    | Estados Unidos | 4:11.43 | Recorde pessoal       |
| 6                 | Yuya Sawada      | Japão          | 4:12.87 | Recorde pessoal       |
| 7                 | Ingeborg Østgård | Noruega        | 4:13.85 |                       |
| 8                 | Ilona Mononen    | Noruega        | 4:16.19 |                       |
| 9                 | Danielle Verster | Austrália      | 4:16.36 |                       |
| 10                | Mireya Arnedillo | Espanha        | 4:20.55 |                       |
| 11                | Mia Barnett      | Estados Unidos | 4:22.37 |                       |
| 12                | Dilek Koçak      | Turquia        | 4:24.50 |                       |

Legenda
| Recorde mundial       | Recorde mundial (World record)               |                       | Recorde africano                      | Recorde africano (African) |                                           | Q | Classificado por posição (Qualified) |
| Recorde do campeonato | Recorde do campeonato (Championship record)  | Recorde da América    | Recorde da América (Americas)         | q                          | Classificado por melhor tempo (Qualified) |   |                                      |
| Melhor marca do ano   | Melhor marca do ano (World leading)          | Recorde asiático      | Recorde asiático (Asian)              | DNS                        | Não largou (Did not start)                |   |                                      |
| Recorde nacional      | Recorde nacional (National record)           | Recorde europeu       | Recorde europeu (European)            | DNF                        | Não terminou (Did not finish)             |   |                                      |
| Recorde pessoal       | Recorde pessoal do atleta (Personal best)    | Recorde da Oceania    | Recorde da Oceania (Oceania)          | DSQ / DQ                   | Desclassificado (Disqualified)            |   |                                      |
| Recorde da temporada  | Recorde da temporada do atleta (Season best) | Recorde sul-americano | Recorde sul-americano (South America) | NM                         | Sem marca (No mark)                       |   |                                      |